# 배리스터

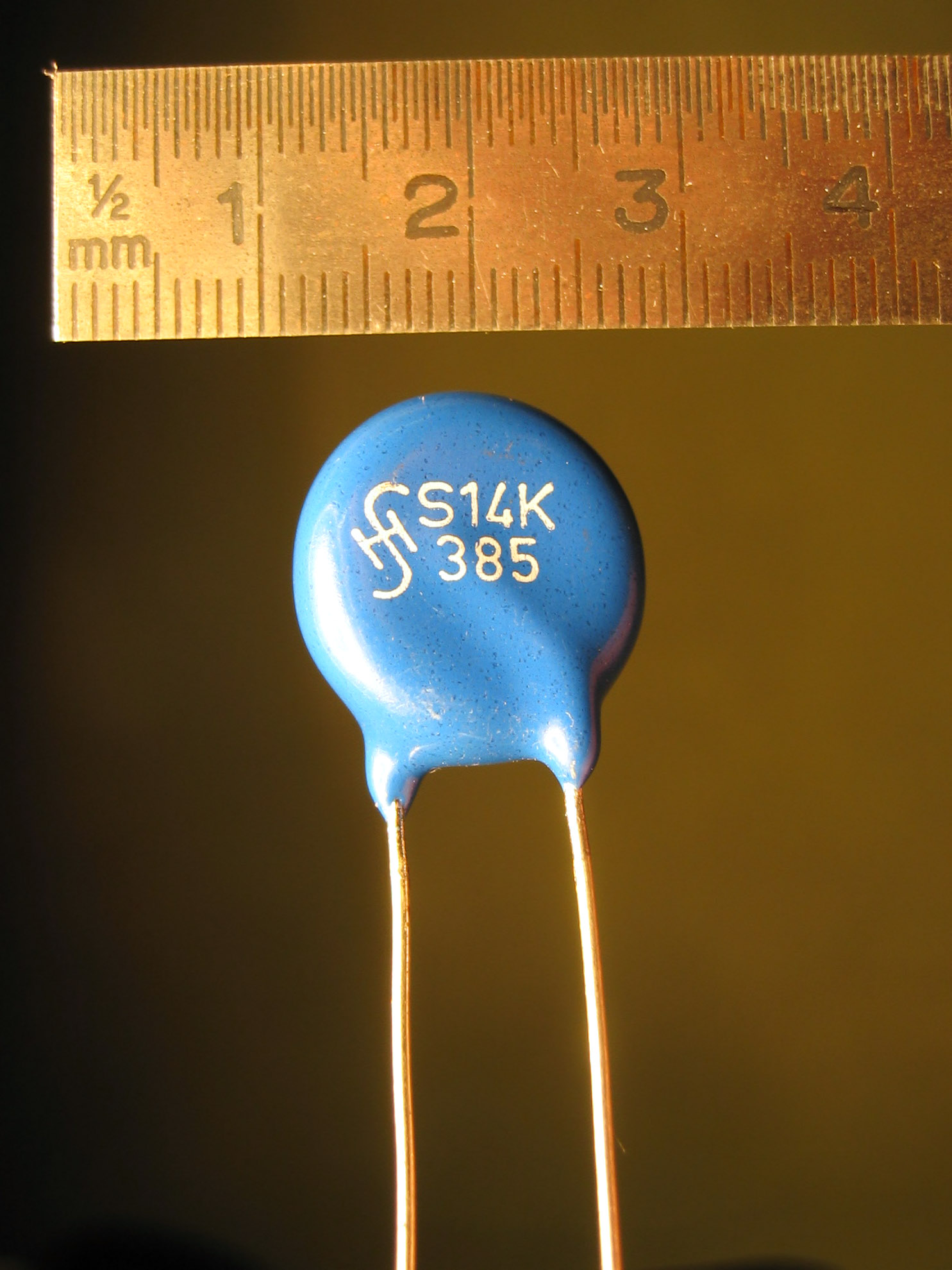
금속 산화물 배리스터 385V

배리스터(영어: varistor)는 2개의 전극을 갖는 전자 부품으로, 두 단자 사이의 전압이 낮은 경우에는 전기 저항이 높지만, 어느 정도 이상으로 전압이 높아지면 급격히 저항이 낮아지는 성질을 가진다.
다른 전자 부품을 높은 전압으로부터 보호하기 위한 바이패스로 이용된다.

## 원리
비선형성 저항 특성의 발생 원리는 아직 완전히 해명되지 않았지만, 다결정체의 결정립계에 형성되는 더블 쇼트키 장벽에 의한 것으로 추정되고 있다.